# Frida Orupabo
Pour les articles homonymes, voir Reichardt.
Frida Orupabo, née en 1986 à Sarpsborg, est une sociologue et artiste plasticienne norvégienne-nigériane.

## Biographie
Frida Orupabo grandit avec sa mère et sa sœur en Norvège. Sa mère est norvégienne et son père est nigérian. Elle est âgée de trois ans lorsque son père quitte la famille pour retourner au Nigéria.
Enfant, elle évolue dans une société peu mixte où elle se sent "marron" en décalage avec une population majoritairement blanche de peau. Les représentations de personnes qui lui ressemblent n'existent pas ou sont systématiquement racialisées et sexualisées. Elle a rapidement conscience du pouvoir des images dans l'inconscient collectif.
En qualité d'artiste plasticienne, Frida Orupabo utilise le collage physique et numérique sous différentes formes. Ses travaux explorent des questions liées au genre, à la race, à la sexualité, l'identité ou encore la violence coloniale, le racisme et les relations familiales. Sociologue de formation, l'artiste fonde son enquête sur sa propre expérience de l'appartenance culturelle.
Frida Orupabo est basée à Oslo.

## Carrière artistique
Frida Orupabo s'appuie sur des images d'archives de l'histoire coloniale pour créer de nouvelles images sous une perspective racialisée. Elle intègre des plateformes numériques, des sites d'hébergement de vidéos et des réseaux sociaux à son travail artistique. L'artiste recueille la principale matière visuelle de son travail artistique sur Internet. Elle puise dans l'imagerie populaire, médicale, scientifique ou ethnographique et y intègre des photographies issues de ses archives familiales ou historiques.
Ses œuvres prennent régulièrement la forme de corps de femmes noires fragmentées qui vise à raconter les histoires et les vies des personnes représentées. Ses collages de corps déconstruits dénoncent la brutalité de leurs représentations picturales à travers l’histoire,. 
En créant le lien entre les archives historiques et les plateformes numériques actuelles, Frida Orupabo souhaite mettre en avant les structures sociales et politiques qui déterminent la manière dont les images structurent la pensée des spectateurs. En 2020, elle est sélectionnée pour le Future Generation Art Prize. Sa première monographie est publiée par Sternberg Press en 2021. Le livre contient une documentation détaillée sur son travail et des essais de Legacy Russell, Stefanie Hessler et Lola Olufemi. 

## Reconnaissance
En 2018, Frida Orupabo participe à la 58e Biennale de Venise, puis à la 34e Biennale de São Paulo en 2021. Elle a notamment présenté des oeuvres lors d’expositions personnelles au Portikus de Francfort-sur-le-Main et à la Kunstnernes Hus en 2019, au Kunsthall Trondheim et au Musée Afro Brasil en 2021 ou au Fotomuseum Winterthur en 2022. 
En 2023, Frida Orupabo est nommée pour son exposition I have seen a million pictures of my face and still I have no idea lors du Prix Deutsche Börse. La même année, elle est sélectionnée pour le Joan Miró Prize. 

## Prix
- 2025 : Lauréate du Prix SPECTRUM Internationaler Preis für Fotografie [8]

## Expositions
Parmi une liste non exhaustive :
- Frida Orupabo, À quelle vitesse chanterons-nous, Les Rencontres de la photographie d'Arles, 2022
- Frida Orupabo, I have seen a million pictures of my face and still I have no idea, Fotomuseum Winterthur, du 26 février au 29 mai 2022
- Sprengel Museum, Hanovre, 2025[9]